# Waldemar Cierpinski

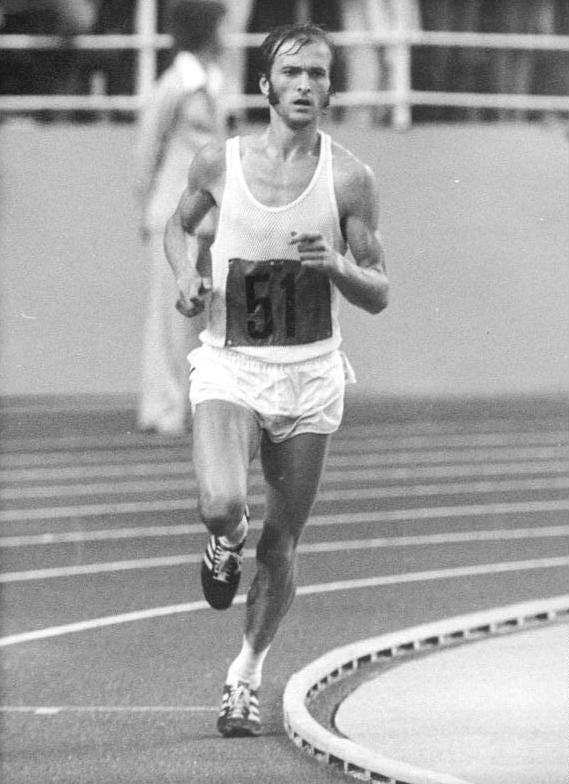
Waldemar Cierpinski aux Jeux olympiques d'été de 1976 à Montréal.

Waldemar Cierpinski, né le 3 août 1950 à Neugattersleben (Saxe-Anhalt), est un athlète est-allemand, coureur de marathon et double champion olympique.

## Carrière
À l'origine, Waldemar Cierpinski était un spécialiste du 3 000 m steeple, mais il décida de courir le marathon en 1974. Il était encore quasiment inconnu lorsqu'il se présenta au marathon des Jeux olympiques d'été de 1976. Il courut dans le peloton de tête jusqu'à ce que l'américain Frank Shorter s'échappe après le kilomètre 25. Cierpinski le pourchassa puis prit la tête pour remporter finalement la course avec 51 secondes d'avance sur l'Américain. Le vainqueur déclara à la presse au sujet du parcours : "Il était très bien dessiné et semblait comporter plus de descentes que de montées. La pluie qui est tombée m'a rafraîchi et, dans l'ensemble, je crois qu'elle fut un bienfait pour moi" [1].
Aux championnats d'Europe de 1978, il prit la quatrième place. Deux ans plus tard, aux Jeux olympiques d'été de 1980 à Moscou, Cierpinski courut sagement, sans essayer de soutenir le rythme suicidaire imposé par les leaders. Il les rattrapa au kilomètre 36 et mena bientôt avec une marge confortable. Seul Gerard Nijboer se rapprocha dans le dernier kilomètre mais Cierpinski sprinta les 200 derniers mètres pour gagner son second titre sur le marathon, répétant ainsi l'exploit de l'Éthiopien Abebe Bikila.
Cierpinski termina encore troisième du marathon des premiers championnats du monde d'athlétisme mais le boycott de la République démocratique allemande aux Jeux olympiques de Los Angeles l'empêcha d'essayer de remporter un troisième titre olympique.
Il a été élu personnalité sportive allemande de l'année (RDA) en 1976 et 1980.

## Palmarès

### Jeux olympiques d'été
- 1976 à Montréal ( Canada)
  -  Médaille d'or sur le marathon
- 1980 à Moscou ( Union soviétique)
  -  Médaille d'or sur le marathon

### Championnats du monde d'athlétisme
- 1983 à Helsinki ( Finlande)
  -  Médaille de bronze sur le marathon

### Championnats d'Europe d'athlétisme
- 1978 à Prague ( Tchécoslovaquie)
  - 4e sur le marathon
- 1982 à Athènes ( Grèce)
  - 6e sur le marathon